# إيثان جولي
إيثان جولي (بالإنجليزية: Ethan Jolley)‏ هو لاعب كرة قدم بريطاني في مركز قلب الدفاع، ولد في 29 مارس 1997 في جبل طارق في المملكة المتحدة. شارك مع منتخب جبل طارق تحت 19 سنة لكرة القدم ومنتخب جبل طارق لكرة القدم. أما مع النوادي، فقد لعب مع نادي أوروبا ونادي لينكولن ريد إيمبس.

## وصلات خارجية
- إيثان جولي على موقع الاتحاد الدولي (مؤرشف)  (الإنجليزية)
- إيثان جولي على موقع الاتحاد الأوربي (الإنجليزية)
- إيثان جولي على موقع قاعدة بيانات كرة القدم.إي يو (الإنجليزية)
- إيثان جولي على موقع ناشيونال فوتبول تيمز (الإنجليزية)
- إيثان جولي على موقع Soccerway.com (الإنجليزية)
- إيثان جولي على موقع عالم كرة القدم.نت (الإنجليزية)